# Свети Димитър (Метаморфоси)
Вижте пояснителната страница за други значения на Свети Димитър.
„Свети Димитър“ (на гръцки: Αγίου Δημητρίου) е късносредновековна православна църква в кожанското село Метаморфоси (Дравуданища), Егейска Македония, Гърция, част от Сервийската и Кожанска епархия.
Храмът е построен в XVI век. Представлява еднокорабен поствизантийски храм със стенописи от средата на XVI век. В 1996 година църквата е обявена за защитен паметник.